# Franciscanerklooster (Dubrovnik)
Het Franciscanerklooster van Dubrovnik (Kroatisch: Franjevački samostan i crkva u Dubrovniku , Italiaans: Chiesa e monastero dei Francescani di Ragusa , Duits: Franziskanerkloster und kirche in Ragusa , Hongaars: A Raguzai Ferences-kolostor) is historische abdij en tegenwoordig een museum met kunstvoorwerpen van religieuze objecten en andere voorwerpen die de orde toebehoren, in het uiterste westen van de ommuurde stad van Dubrovnik of wel Intra muros. Het kloostercomplex bestaat uit meerdere binnenhoven, waarin kruisgangen zijn te vinden. Binnen het complex zijn verschillende bouwstijlen te vinden, waaronder de Romaanse architectuur , Gotiek , Renaissance en Barok.In het complex is ook één van de oudste apotheken ter wereld te vinden, deze apotheek is al ingebruik sinds 1317. De Grootste delen van het complex, zijn herbouwd na de aardbeving van 1667 in Dubrovnik. Op één kruisgang, de portaalpartij aan de zuidkant van het complex in Venitiaans-gotische stijl met daarboven een beeldhouwwerk met een Pietà uit 1499 en een marmeren kansel na, die nog echt origineel zijn.